# Engwall Hellberg
Engwall, Hellberg & Co AB var ett svenskt grossistbolag med säte i Gävle.

## Historia
Bolaget bildades när kolonialvarufirmorna  Gustav Hellberg, grundad 1888, och Carl Fredrik Engwall, grundad 1892, sammanslogs 1909. Bolaget leddes av direktören E.L Schüllerquist och var grossist för kaffe, frukt, kryddor, sirap och huvudartiklar. Verksamheten drevs i byggnaden Holmia "det Hellbergska magasinet" som Hellberg tidigare hade låtit uppföra.
1909 anlades också ett kafferosteri som senare utvidgades både 1920 och 1929. Varumärken: Mocca Lyx och Svea Kaffe.
Engwall Hellberg AB hade under flera år hård konkurrens med Vict Th Engwall & Co (nuvarande Gevalia), som dock 1938 köpte Engwall, Hellberg & Co AB inklusive fastigheten så att konkurrensen kunde upphöra. 1962 köpte AB Svenska Kolonialgrossister Engwall, Hellberg & Co. Företaget bytte då också namn till Enghell AB samt gick med i Vivo-kedjan.
Företaget övertogs 1971 av AB Ce-Jis Kolonial (nuvarande Dagab Nord AB) varpå distributionen flyttades till Borlänge. Kvar i Gävle blev färskvarudistribution och snabbgross men senare lades  även det ner och företaget är nu avvecklat.